# مرامورسکو بردو
مرامورسکو بردو (به صربی: Mramorsko Brdo) یک منطقهٔ مسکونی در صربستان است که در مروشینا واقع شده‌است.